# Henk Rommy
Henk Orlando Rommy (Paramaribo, 4 maart 1951) is een in Suriname geboren crimineel met de Nederlandse nationaliteit.

## Levensloop

### Jeugd en eerste criminele activiteiten
Rommy's vader was ambtenaar en vertrok in 1954 met het gezin van vijf dochters en drie zonen naar Nederland, waar Rommy terechtkwam in Leusden. Daar volgde hij onderwijs aan het katholieke jongensinternaat Don Bosco. Rommy haalde op school goede cijfers. In Utrecht haalde hij zijn diploma metaalbewerking. Met dit diploma op zak vertrok Rommy naar Zwitserland om er te gaan werken bij een vliegtuigfabrikant. Vanwege de lage lonen keerde hij echter al snel weer terug naar huis.
Hij koos echter voor het snelle geld. Hij pleegde een paar inbraken en handelde al snel in gestolen antiek en tweedehands auto's, waarvoor hij uiteindelijk werd opgepakt. Tijdens het voorarrest wist hij twee keer te ontsnappen uit een politiebureau, om vervolgens weer opgepakt te worden. In 1974 werd hij onder andere vanwege een postzegelroof veroordeeld tot 12 maanden gevangenisstraf. Eind 1977 werd Rommy veroordeeld tot drie jaar gevangenisstraf vanwege betrokkenheid bij een handel in gestolen schilderijen, waaronder een doek van Rembrandt.
Uit zijn tijd als inbreker dateert zijn bijnaam "De Zwarte Cobra"; Rommy beweerde dat hij in die tijd zo lenig was dat hij door een sleutelgat zou passen.

### Drugshandel
Het grote geld bracht Rommy in de drugshandel in met name België, alwaar hij samenwerkte met een aantal corrupte opsporingsambtenaren. In 1984 werd Rommy in Marokko gepakt voor het handelen in hasj. Hij wist wederom te ontsnappen, maar werd vlak voordat hij op een boot van Tanger naar Spanje kon stappen verraden door een medecrimineel. Daarop werd hij bestempeld tot vluchtgevaarlijk en daarom voor 18 maanden opgesloten in een dodencel. Hij had echter veel geluk: op de verjaardag van Koning Hassan II in 1986 kreeg hij plotseling gratie, waarop hij als vrij man terug kon vliegen naar Nederland. Daar kwam hij al snel in contact met Johan Verhoek, alias "De Hakkelaar". Vanwege de verscherpte controles in de Marokkaanse haven vanaf 1992 werd besloten om een handel op te zetten met hasj uit Pakistan.
Begin jaren negentig leek het Rommy allemaal voor de wind te gaan. Hij was toen als drugsbaron op het toppunt van zijn macht. In 1993 trouwde hij en gaf daarbij een groot huwelijksfeest op een eiland aan de Loosdrechtse Plassen waar onder andere René Froger en Caroline Tensen optraden. Tijdens het feest werden beelden gemaakt waarin te zien is dat er flink de draak werd gestoken met alles wat wet en recht is. Er liepen mensen rond die hun T-shirt showden met daarop de letters van de Amerikaanse drugsdienst DEA.
In dat jaar werd Rommy echter opnieuw gearresteerd in Nederland op verdenking van het smokkelen van duizenden kilo's hasj uit Marokko. Na een jaar kwam hij weer vrij omdat het Openbaar Ministerie was vergeten te melden dat het inkijkoperaties had laten plaatsvinden. Een jaar later werd Rommy opnieuw gearresteerd, dit keer voor wapenhandel. Tot deze tijd deed de Zwarte Cobra zijn naam eer aan, door telkens door de armen van vrouwe Justitia te glijden.
In 1996 speelde Rommy een bijzondere rol in het proces tegen De Hakkelaar. In dit proces verklaarde Rommy dat kroongetuige Fouad Abbas in de heroïnehandel zat. Abbas legde vervolgens over Rommy een verklaring af. Na deze tijd werd Rommy diverse malen opgepakt en veroordeeld. In 1999 werd hij in dezelfde week opgepakt als de drugshandelaar Charles Zwolsman. Een verband hiertussen is nooit gevonden.
In 1997 waarschuwde Justitie dat de criminele Joegoslavische groepering van Momo Popovic hem wilde vermoorden omdat hij een cocaïnetransport naar Engeland had doen mislukken. In 1999 werd de vriendin van Popovic gedood door het opblazen van haar auto. Rommy werd hiervoor verantwoordelijk geacht, maar hij werd hiervoor niet opgepakt.

### Celstraf
In 2004 werd Rommy op verzoek van de Amerikaanse autoriteiten aangehouden in Spanje op verdenking van betrokkenheid bij de smokkel van duizenden XTC-pillen. In 2005 bleek tijdens een uitzending van misdaadverslaggever Peter R. de Vries overigens dat de Amerikanen daarvoor dubieuze opsporingmiddelen hadden gebruikt: er zou sprake geweest zijn van uitlokking. Nadat Rommy door de Spaanse autoriteiten aan Amerika was uitgeleverd, werd Rommy in 2006 veroordeeld tot 20 jaar gevangenis, de maximumstraf die hiervoor kon worden gegeven. Op 19 januari 2021 kwam hij vrij en vloog terug naar Nederland, waar hij meteen weer werd opgepakt vanwege zijn veroordeling in 2001, waarvoor hij nog 14 maanden moet uitzitten. Ook wordt een strafzaak voorbereid voor een moord uit 1993 op een drugshandelaar en zijn vriendin in Antwerpen, die eerder al naar voren kwam in het Passageproces. Hij zat vast in Dordrecht en zijn advocaat is Mark Teurlings. Vanaf juni 2022 mag hij zijn proces in vrijheid afwachten. Eind maart 2023 sprak de rechtbank Rommy vrij van het geven van de opdracht voor de moordaanslag in 1993 in Antwerpen.